# Clube Esportivo Belmonte
O Clube Esportivo Belmonte foi um clube de futebol amador sediado em Curitiba, no estado do Paraná. A sua fundação foi datada no dia 5 de janeiro de 1939.
Foi o primeiro campeão – e invicto – do Campeonato Curitibano Amador, no ano de 1941; bicampeão do Torneio Independência, em 1955 e 1956; vice-campeão do Torneio Início em 1961, e campeão em 1965. Na Categoria de Aspirantes, foi vice-campeão em 1943, e campeão em 1952. Disputou campeonatos oficiais pela última vez em 1968, e extinto no ano seguinte.